# دريسبيتز
دريسبيتز (بالإنجليزية: Dreispitz)‏ هو أحد جبال سلسلة جبال الألب البرنية ويقع في كانتون برن في سويسرا. يحتل المرتبة رقم 318 في قائمة جبال سويسرا من حيث الارتفاع، إذ يبلغ ارتفاعه حوالي 2520 متر، بينما يبلغ ارتفاع نتوء الجبل 523 متر.